# 诸州叛乱

诸州叛乱形势图

诸州叛乱（西班牙語：Rebelión cantonal）是发生在西班牙第一共和国期间的一次州权主义起义，时间从1873年7月到1874年1月。其主要参与者是“坚定”联邦共和党人，他们希望立即从底层建立联邦共和国，而无需等待制宪国会起草和批准新的联邦宪法。这一观点由共和国执行权力机构主席弗朗西斯科·皮·玛尔加尔支持，他是一位蒲鲁东主义互助主义者，受到“中间派”和“温和派”的联邦民主共和党人的支持。
玛尔加尔是蒲鲁东著作的主要翻译者。根据乔治·伍德科克的说法：“这些翻译对西班牙无政府主义的发展产生了深远而持久的影响，但在1870年之前，玛尔加尔翻译的蒲鲁东思想已经为20世纪60年代初出现的联邦主义运动提供了许多灵感。”《大英百科全书》则指出：“在1873年的西班牙革命期间，玛尔加尔试图按照蒲鲁东的理论建立一个分散的或称为‘州权主义’的政治体系。”
叛乱始于1873年7月12日，从卡塔赫纳州开始，尽管在三天前，国际工人协会西班牙地区联合会在阿尔科伊发动“石油革命”，随后叛乱蔓延至巴伦西亚、穆尔西亚和安达卢西亚等地区。在这些地区，建立了“州”（Canton），形成了西班牙联邦共和国的基础。州权主义运动所依据的政治理论是弗朗西斯科·皮·玛尔加尔的“契约”联邦主义，矛盾的是，正是这些“坚定”联邦共和党人反对他的政府。在玛尔加尔政府未能通过说服与镇压的结合来平息叛乱后，取代他的“温和派”尼古拉斯·萨尔梅龙政府毫不犹豫地动用了由将军阿尔塞尼奥·马丁内斯·坎波斯和曼努埃尔·帕维亚领导的军队来镇压叛乱，这一政策在随后的“温和派”埃米利奥·卡斯特拉尔政府时期得到加强。卡斯特拉尔在暂停国会会议后开始围攻叛乱的最后据点卡塔赫纳。直到1874年1月12日，卡塔赫纳才被政府攻占，这件事发生在帕维亚政变后一周，该政变标志着联邦共和国的结束，西班牙进入塞拉诺独裁统治时期]。
尽管地方叛乱被共和国政府视为“分裂主义”运动，但现在的历史学研究强调，叛乱只是试图改革国家结构，并无破坏西班牙统一的意图。